# Dolní Rychnov
Dolní Rychnov är en ort i Tjeckien.   Den ligger i regionen Karlovy Vary, i den västra delen av landet, 130 km väster om huvudstaden Prag. Dolní Rychnov ligger 426 meter över havet och antalet invånare är 1 337.
Terrängen runt Dolní Rychnov är kuperad västerut, men österut är den platt. Runt Dolní Rychnov är det ganska tätbefolkat, med 134 invånare per kvadratkilometer. Närmaste större samhälle är Sokolov, 1,9 km norr om Dolní Rychnov. Runt Dolní Rychnov är det i huvudsak tätbebyggt.